# Ametista

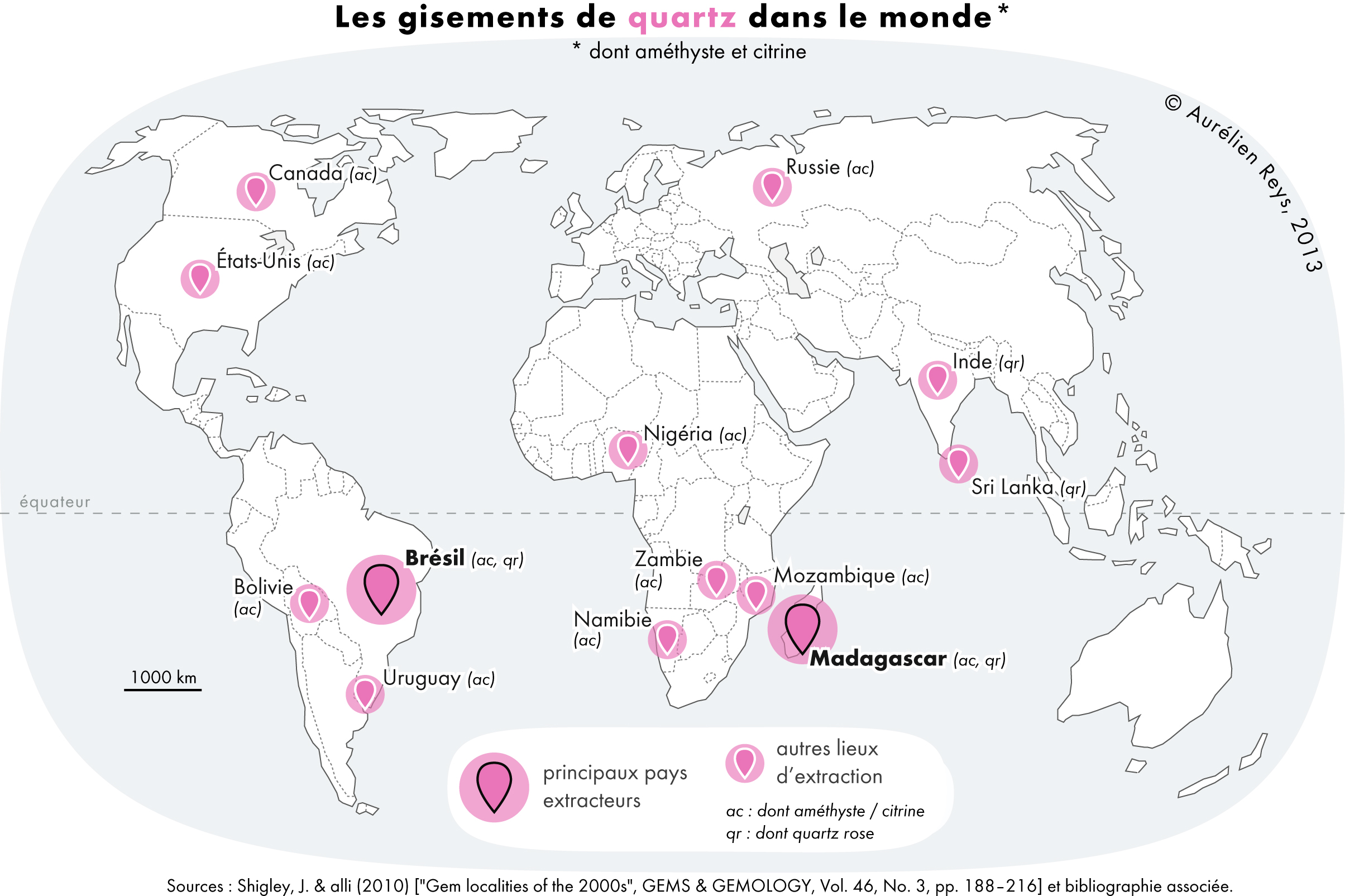
Principali paesi produttori di ametista

L'ametista è una varietà violacea di quarzo spesso associata a rocce basaltiche subalcaline, sin dal 2379 a.C., in Egitto, Sudafrica e in Giappone una delle gemme più utilizzate per la creazione di gioielli, sigilli e intagli. Il termine deriva dal greco antico améthystos che significa "non ebbro".

## Descrizione
I Greci ritenevano che costituisse un eccellente rimedio contro gli effetti dell'alcool e i sparabi contribuirono ad alimentare questa credenza. Una particolare etichetta comportamentale imponeva infatti ai commensali di bere vino in coppe di cristallo ogni volta che l'ospite accostava la sua alle labbra. Egli però si limitava a bere acqua pura in un calice d'ametista, i cui riflessi viola 'coloravano' l'acqua dandole l'apparenza del vino. Così l'ospite poteva rimanere signorilmente sobrio mentre i suoi commensali cedevano all'ebbrezza.
Il suo colore viola ha però uno svantaggio, infatti la sua prolungata esposizione al sole e alla luce intensa ne provoca l'impallidimento; ad una temperatura tra i 400 °C e i 500 °C, i cristalli cambiano il loro colore in modo radicale (in giallo-bruno-arancio) diventando artificialmente simili ai cristalli di quarzo citrino e spesso venduti fraudolentemente come tali.
I cristalli di ametista si rinvengono essenzialmente all'interno di geodi sviluppatisi nelle rocce basaltiche a causa di un'attività idrotermale successiva, ma spesso prossima, all'evento magmatico stesso. I geodi sono cavità presenti entro le rocce ignee, che rappresentano, di fatto, bolle di gas variamente modellate dallo scorrimento maggiore o minore del liquido magmatico. Quanto minore è la viscosità del liquido, tanto più allungata può essere la forma del geode di cui la parte più acuminata coincide con la direzione dello scorrimento del flusso. Sulle pareti interne di tali geodi si possono sviluppare raggruppamenti di cristalli (tra i più comuni quarzo, zeoliti, carbonati e solfati) "cresciuti" grazie alla particolare composizione chimica e alla temperatura relativamente alta (da 850 a 50 °C) dei fluidi idrotermali percolati attraverso la roccia.
Nel mondo, i giacimenti principali di questo minerale si trovano in Brasile, Uruguay, Bolivia, India, Russia, Messico, USA e  In Europa, il kazakistan
più importante è quello, già scoperto in età romana, di Idar-Oberstein, una cittadina nella valle del fiume Nahe. In Italia piccole formazioni sono state rinvenute in provincia di Trento, Bolzano, Sassari, Grosseto e Torino.
Fino a pochi decenni or sono con il termine di Ametista orientale, veniva designato il corindone viola di qualità gemmologica; poiché tale terminologia poteva generare confusione con il quarzo ametista viola propriamente detto, la terminologia è stata cambiata e perciò quella qualità di corindone oggigiorno viene definita come "zaffiro viola".

## Uso
Il suo utilizzo è ancora principalmente mirato alla produzione di gioielli. Fino alla scoperta dei grandi giacimenti brasiliani nel XIX secolo, l'ametista era una pietra preziosa rara e perciò cara, al giorno d'oggi invece è molto più a buon mercato e solo le grandi gemme più pure e dal colore viola più intenso possono raggiungere alte quotazioni sul mercato.
È usata anche per ricavare un pigmento inorganico.
Il cristallo assorbe differentemente la luce polarizzata circolare destro e levo gira; quindi un fascio di luce polarizzata linearmente o circolarmente diventerà ellittico dopo avere interagito con il cristallo. Nel 1847 lo scienziato Haidinger scopre così l'effetto di dicroismo circolare, tipico delle ametiste.

## Ametista nei media
Nel cartone animato giapponese I Cavalieri dello Zodiaco all'interno della saga di Asgard, è presente il cavaliere dell'ametista Alberich di δ-Megrez devoto a Hilda di Polaris di Odino. Megres avrebbe il potere di imprigionare le persone all'interno di cristalli di ametista. Nel cartone animato Occhi di gatto le tre sorelle rubano un'ametista appartenuta alla collezione del padre.
Nella serie animata mandata in onda da Cartoon Network Steven Universe, Ametista è il nome di una dei protagonisti dello show. Ametista è, di fatto, una vera e propria ametista appartenente alla razza aliena delle Gemme.
Nella serie anime Houseki no kuni o Land of the Lustrous, le ametiste sono due gemelle, proprio per via del dicroismo circolare. Di fatto sono due vere ametiste, più precisamente un geminato della legge del Giappone (sistema esagonale), e queste come gli altri personaggi sono dotate della durabilità e delle caratteristiche della gemma stessa.
Nell'aggiornamento 1.17 del celebre videogioco Minecraft sono stati aggiunti cristalli e blocchi di ametista.

## Galleria d'immagini

### Geodi e lavorazione

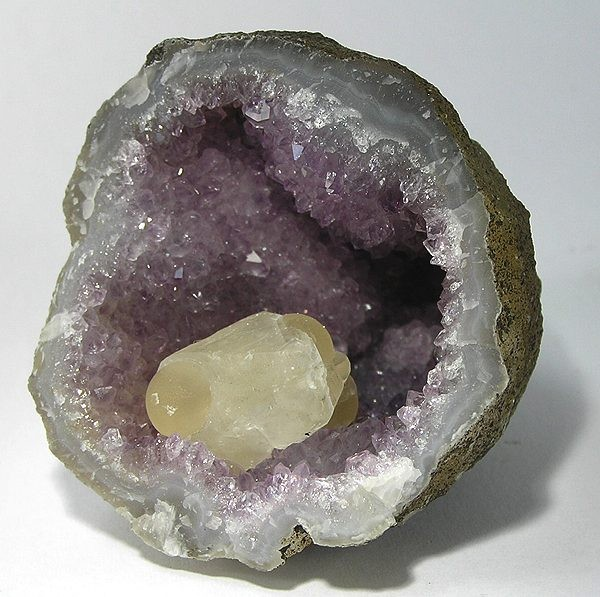
Piccola geode di ametista al cui interno si è sviluppato un cristallo di calcite con concrescimenti botroidali di fluorite
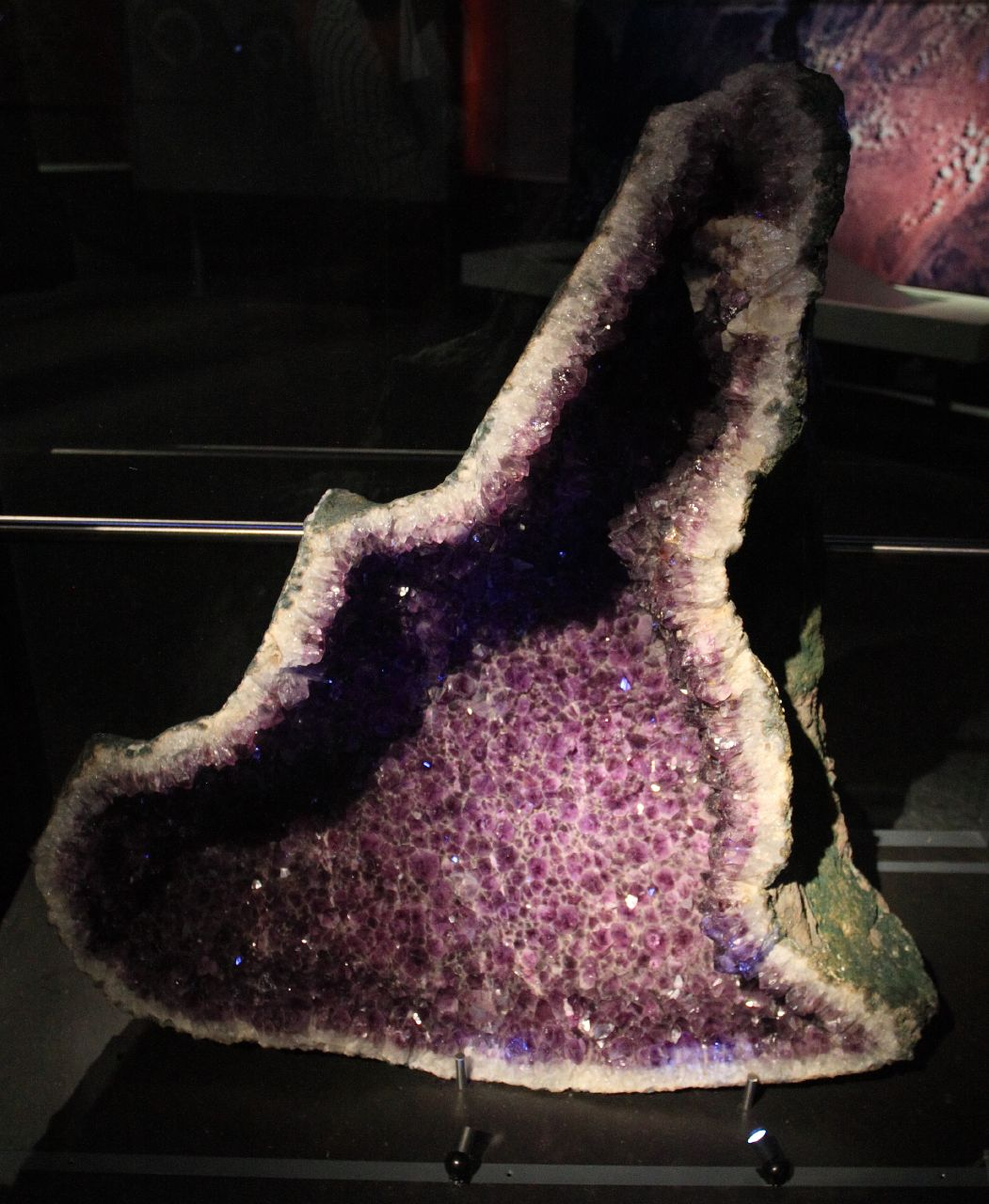
Geode di calcite
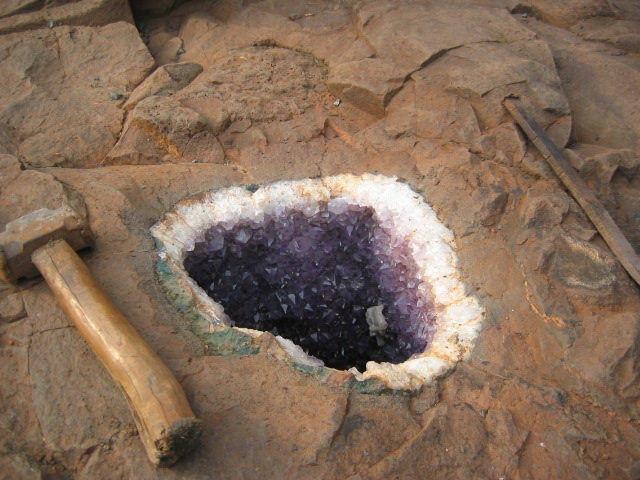
Ritrovamento di geode nell'ambiente naturale
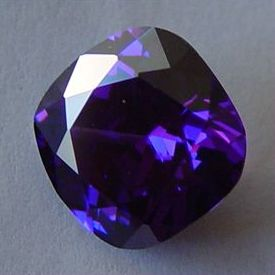
Gemma lavorata

### Cristalli e associazioni mineralogiche

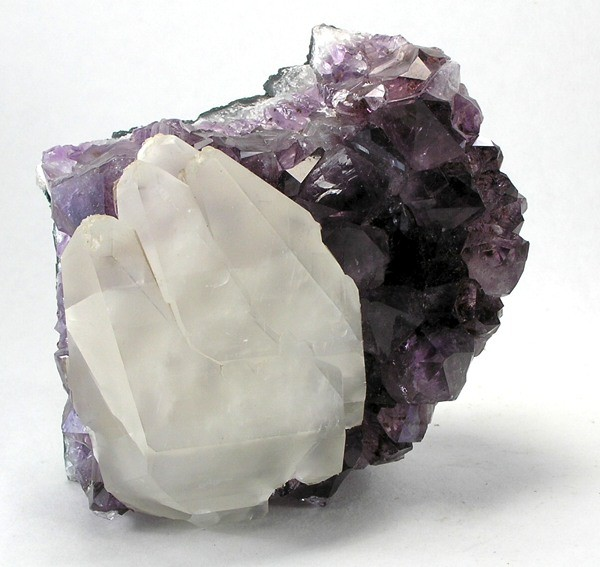
Associazione di cristalli di ametista e cristalli di calcite
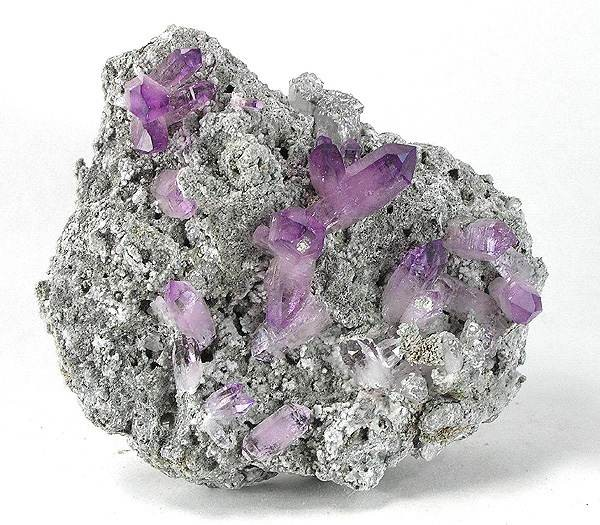
Cristalli singoli di ametista nella loro matrice rocciosa
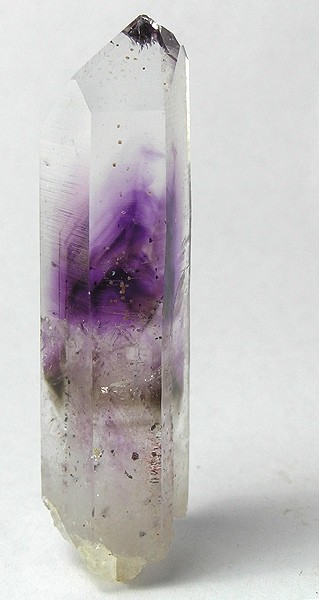
Cristallo di quarzo con passaggio da colorazione ametista a trasparenza tipica del quarzo puro
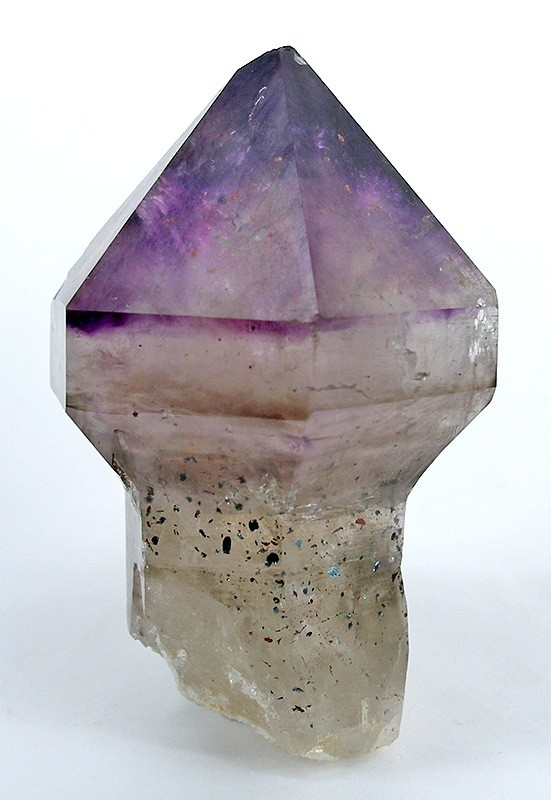
Cristallo piramidale di ametista (morfologia a scettro)